# (54094) 2000 GU183
'(540'94) 2000 GU183 là một tiểu hành tinh vành đai chính. Nó được phát hiện qua chương trình tiểu hành tinh Beijing Schmidt CCD ở trạm Xinglong ở tỉnh Hồ Bắc, Trung Quốc ngày 5 tháng 4 năm 2000.